# Bernhard Graf (Skirennläufer)
Bernhard Graf (* 26. November 1988 in Dornbirn) ist ein ehemaliger österreichischer Skirennläufer und Skicrosser. Seine stärksten Disziplinen im alpinen Skiweltcup waren Super-G, Riesenslalom sowie die Kombination.

## Biografie
Graf absolvierte das Sportgymnasium in seiner Heimatstadt Dornbirn. Im April 2003 gewann er in seiner Altersklasse alle drei Rennen des Whistler Cups. Seine ersten FIS-Rennen fuhr er im Dezember 2003. 2005 wurde er in den Kader des Österreichischen Skiverbandes (ÖSV) aufgenommen. Im Europacup war Graf erstmals im Jänner 2007 am Start. Gute Leistungen erbrachte Graf bei den Juniorenweltmeisterschaften 2007, wo er drei Medaillen gewann (Silber in der Kombination, Bronze in Abfahrt und Super-G). Ein Jahr später, bei den Junioren-WM 2008, konnte er diese Erfolge nicht wiederholen, hier war ein zehnter Platz im Super-G sein bestes Resultat.
In der Europacupsaison 2007/08 konnte Graf in zwei Super-Kombinationen auf das Podest fahren und wurde damit Zweiter in der Superkombiwertung. Er stieg in den A-Kader des ÖSV auf. Am 12. Februar 2009 feierte er in der Super-Kombination von Sarntal/Reinswald seinen ersten Europacupsieg und belegte in der Saison 2008/09 erneut den zweiten Rang in dieser Disziplin. Dazu wurde er hinter Florian Scheiber zweiter in der Gesamtwertung.
Grafs erster Start im Weltcup war die Super-Kombination von Val-d’Isère am 12. Dezember 2008; er konnte dieses Rennen aber nicht beenden. Zwei Monate später fuhr er in der Super-Kombination von Sestriere zum zweiten Mal im Weltcup, verfehlte aber mit Rang 34 seine ersten Punkte. Im Februar 2009 ging er bei den Weltmeisterschaften in Val-d’Isère in der Super-Kombination an den Start, konnte aber den Slalomlauf nicht beenden.
Im Winter 2009/10 fuhr Graf in vier Europacup-Riesenslaloms unter die besten fünf und belegte damit Platz sechs in der Disziplinenwertung und Rang acht im Gesamtklassement. Im Weltcup startete er nur zweimal in diesem Winter, erreichte dabei aber keine Punkte und wurde nach Saisonende vom ÖSV-A-Kader in den B-Kader zurückgestuft. In der Saison 2010/11 gewann Graf im Europacup zwei Rennen, weitere vier Mal stand er auf dem Podest. Er siegte damit in der Super-Kombinations-Wertung und wurde jeweils Zweiter im Gesamt- und Super-G-Klassement. Im Weltcup blieb er bei seinem einzigen Start jedoch ohne Ergebnis. Bei der Winter-Universiade 2011 in Erzurum gewann er zwei Goldmedaillen im Riesenslalom und in der Super-Kombination sowie die Bronzemedaille im Super-G.
In der Saison 2011/12 gehörte Graf wieder dem A-Kader an. Er gewann seine ersten Weltcuppunkte am 27. November 2011 mit dem 19. Platz im Super-G in Lake Louise – seinem besten Weltcupergebnis – und kam danach häufiger im Weltcup zum Einsatz. Bis Ende der Saison 2011/12 erzielte er noch einen 20. Platz in der Super-Kombination von Wengen und Rang 21 in der Super-Kombination von Sotschi (Krasnaja Poljana), dazu drei Platzierungen knapp unter den besten 30. Dennoch wurde er nach dem Winter aus dem Kader des ÖSV entlassen. Danach nahm Graf nur mehr an zwei Weltcuprennen teil, bei denen er sich jedoch nicht in den Punkterängen qualifizieren konnte.
Nach der Saison 2014/15 wechselte Graf in das Lager der Skicrosser. Sein Debüt im Weltcup gab er hier am 5. Dezember 2015 in Montafon. Seine bisher beste Platzierung bei den Skicrossern ist der 14. Platz, den er am 22. Dezember 2018 in Innichen erreichte. Seinen letzten Start im Freestyle-Skiing Weltcup war am 14. Dezember 2019 beim Weltcup im Montafon, wo er Rang 38 belegte.

## Erfolge

### Juniorenweltmeisterschaften
- Zauchensee 2007: 2. Kombination, 3. Abfahrt, 3. Super-G, 6. Riesenslalom, 10. Slalom
- Formigal 2008: 10. Super-G, 17. Abfahrt

### Weltcup
- 2 Platzierungen unter den besten 20

### Weltcupwertungen
| Saison  | Gesamt | Gesamt | Super-G | Super-G | Riesenslalom | Riesenslalom | Kombination | Kombination |
| Saison  | Platz  | Punkte | Platz   | Punkte  | Platz        | Punkte       | Platz       | Punkte      |
| ------- | ------ | ------ | ------- | ------- | ------------ | ------------ | ----------- | ----------- |
| 2011/12 | 101.   | 39     | 44.     | 17      | 51.          | 1            | 31.         | 21          |

### Europacup
- Saison 2007/08: 2. Super-Kombinations-Wertung
- Saison 2008/09: 2. Gesamtwertung, 2. Super-Kombinations-Wertung, 4. Super-G-Wertung, 6. Abfahrtswertung
- Saison 2009/10: 8. Gesamtwertung, 6. Riesenslalomwertung
- Saison 2010/11: 2. Gesamtwertung, 1. Super-Kombinations-Wertung, 2. Super-G-Wertung
- Saison 2011/12: 7. Super-G-Wertung
- 10 Podestplätze, davon 3 Siege:

| Datum            | Ort               | Land    | Disziplin         |
| ---------------- | ----------------- | ------- | ----------------- |
| 12. Februar 2009 | Sarntal/Reinswald | Italien | Super-Kombination |
| 24. Februar 2011 | Sarntal           | Italien | Super-Kombination |
| 10. März 2011    | Sella Nevea       | Italien | Super-G           |

### Weitere Erfolge
- Österreichischer Meister im Riesenslalom 2013
- Gold im Riesenslalom und in der Super-Kombination sowie Bronze im Super-G bei der Winter-Universiade 2011 in Erzurum
- Gold im Slalom beim Europäischen Olympischen Winter-Jugendfestival 2005 in Monthey
- Österreichischer Juniorenmeister in Abfahrt, Super-G und Kombination 2007
- 11 Siege in FIS-Rennen